# Вледіла-Ноуе
Вледіла-Ноуе (рум. Vlădila Nouă) — село у повіті Олт в Румунії. Входить до складу комуни Вледіла.
Село розташоване на відстані 142 км на захід від Бухареста, 47 км на південь від Слатіни, 59 км на південний схід від Крайови.

## Населення
За даними перепису населення 2002 року у селі проживала 481 особа, усі — румуни. Усі жителі села рідною мовою назвали румунську.